# Wereldkampioenschap waterski racing 1983
Het wereldkampioenschap waterski racing 1983 was een door de Union Mondiale de Ski Nautique (UMSN) georganiseerd kampioenschap voor waterskiërs. De 3e editie van het wereldkampioenschap vond plaats in het Australische Sydney te Botany Bay, Lake Macquarie en de Hawkesbury.

## Uitslagen
| Goud   | Danny Bertels      |
| Zilver | Alberto Todeschini |
| Brons  | Rory Brown         |

| Goud   | Elisabeth Hobbs |
| Zilver | Debbie Lester   |
| Brons  | Miriam Grignani |

1979 ·
1981 ·
1983 ·
1985 ·
1987 ·
1989 ·
1991 ·
1993 ·
1995 ·
1997 ·
1999 ·
2001 ·
2003 ·
2005 ·
2007 ·
2009 ·
2011 ·
2013 ·
2015 ·
2017 ·
2019